# پایداری گل

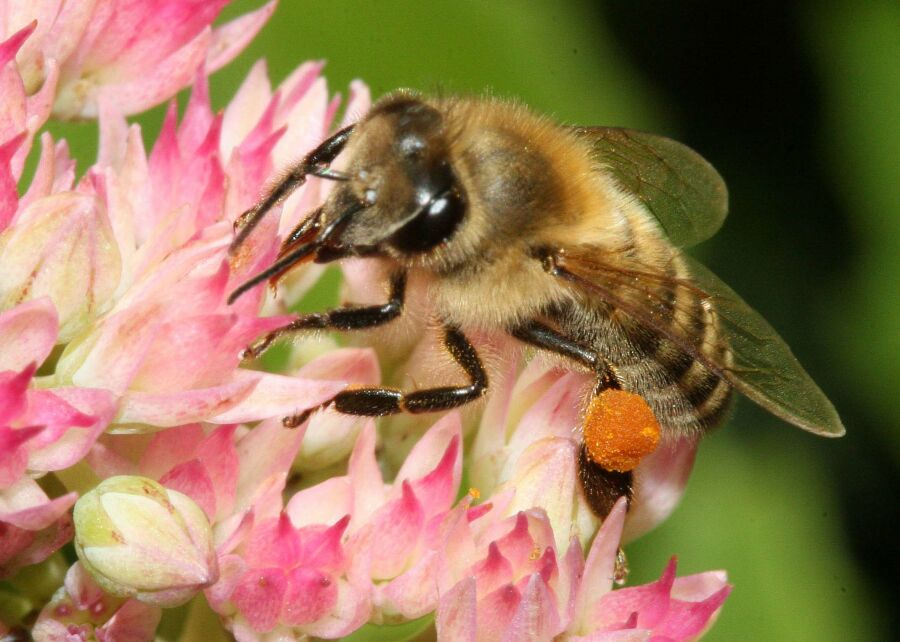

پایداری گل (به انگلیسی: Flower constancy) یا پایداری گرده‌افشان (pollinator constancy) تمایل گرده‌افشان‌های منفرد برای بازدید انحصاری از گونه‌های گل یا شکل‌های خاص در یک گونه است و از دیگر گونه‌های گل موجود که به‌طور بالقوه می‌توانند دارای شهد بیشتری باشند دور می‌زنند. این نوع رفتار غذاجویی در فرآیندی به نام انتخاب با واسطه گرده‌افشان، فشار انتخابی بر صفات گل وارد می‌کند. پایداری گل با دیگر انواع تخصص حشرات مانند ترجیح ذاتی برای رنگ‌ها یا انواع گل‌های خاص یا تمایل گرده‌افشان‌ها به بازدید از پربارترین و فراوان‌ترین گل‌ها متفاوت است.